# Briseide
Briseide (in greco antico: Βρισηίς?, Brisēís; in latino Briseis) è il patronimico usato da Omero nell'Iliade per Ippodamia, nativa di Lirnesso, figlia di Briseo, sacerdote troiano di Apollo.
(Commento di Briseide ad Achille: Ovidio, Heroides, III, versi 21-22.)

## Il mito di Briseide
Briseide era una principessa di Lirnesso, figlia di Briseo, un sacerdote di Apollo. Sposò Minete, re di Cilicia e fratello di Epistrofo.
Durante la guerra di Troia, Achille nella presa di Lirnesso, città alleata di Troia, si riservò Briseide nella divisione del bottino, facendone la sua schiava.
A sua volta Agamennone si attribuì Criseide, figlia di Crise, un sacerdote di Apollo, ma quando il dio scatenò una pestilenza nel campo degli Achei i capi greci lo costrinsero a rendere Criseide all'anziano padre. Agamennone accettò, ma pretese in cambio Briseide.
Lo scambio provocò l'ira furibonda («l’ira funesta») di Achille, che abbandonò la battaglia. L'esito negativo, per i Greci, degli scontri armati indusse quindi Agamennone a tentare di restituire la schiava, insieme ad altri beni, ma Achille non volle sentire ragioni e continuò a non voler combattere. Ma dopo la morte in battaglia di Patroclo, per vendicarne l'uccisione, Achille decise di riprendere il suo posto in battaglia e Agamennone gli restituì Briseide, carica di ricchi doni, giurando di averla rispettata. Ella pianse amaramente sul cadavere di Patroclo in quanto quest'ultimo l'aveva sempre trattata con gentilezza e le aveva promesso di farle sposare Achille (Iliade, XIX).
Secondo la Bibliotheca Classica probabilmente Briseide (o forse invece Clitemnestra) diede ad Agamennone un figlio, che fu chiamato Aleso.

## Fonti letterarie
- La disputa tra Achille e Agamennone per Briseide è narrata nell'Iliade di Omero
- Nelle Eroidi di Ovidio, Briseide scrive ad Achille una lunga lettera d'amore.

## Nell'arte

Antonio Canova, Briseide consegnata da Achille agli araldi di Agamennone (1787-1790; Venezia, Correr).

- Pittore di Achille (anche detto "Pittore di Briseide"), anfora attica a figure rosse con Scene del ratto di Briseide, ceramica dipinta, 450 a.C. circa
- Giovambattista Tiepolo, Briseide condotta ad Agamennone, affresco, 1757
- Felice Giani, Patroclo consegna Briseide agli araldi di Agamennone, affresco, inizio del XIX secolo
- Antonio Canova, Briseide consegnata da Achille agli araldi di Agamennone, gesso, inizio del XIX secolo